# Göran Tydén
Carl Göran Eugène  Tydén, född den 9 mars 1918 i Stockholm, död den 30 november 1996 i Danderyds församling, var en svensk militär. Han var son till Ebbe Tydén och far till Gunnar Tydén.
Tydén blev löjtnant vid Svea livgarde 1942 och kapten där 1949. Han befordrades till major vid generalstabskåren 1958, vid Hallands regemente 1959, till överstelöjtnant vid Svea livgarde 1962 och till överste där 1972. Tydén blev stabschef i Stockholms försvarsområde 1970. Han blev riddare av Svärdsorden 1959. Tydén vilar i sin familjegrav på Norra begravningsplatsen utanför Stockholm.